# جغرافیای بوتان

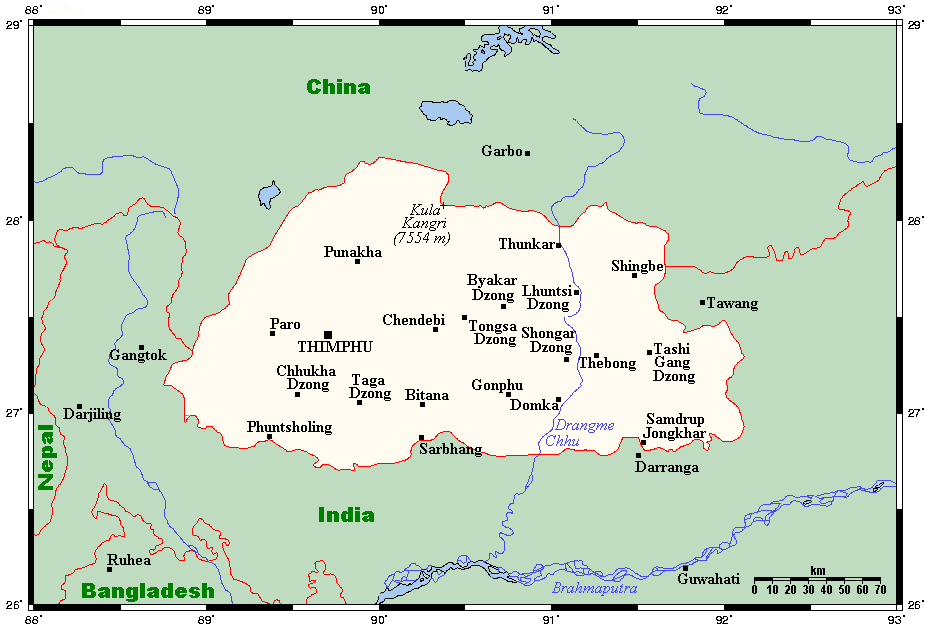
farme

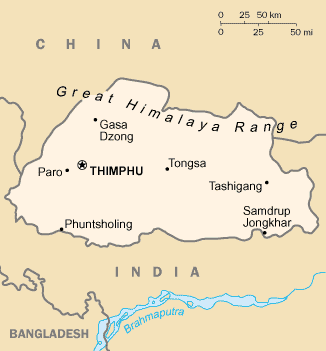
farme

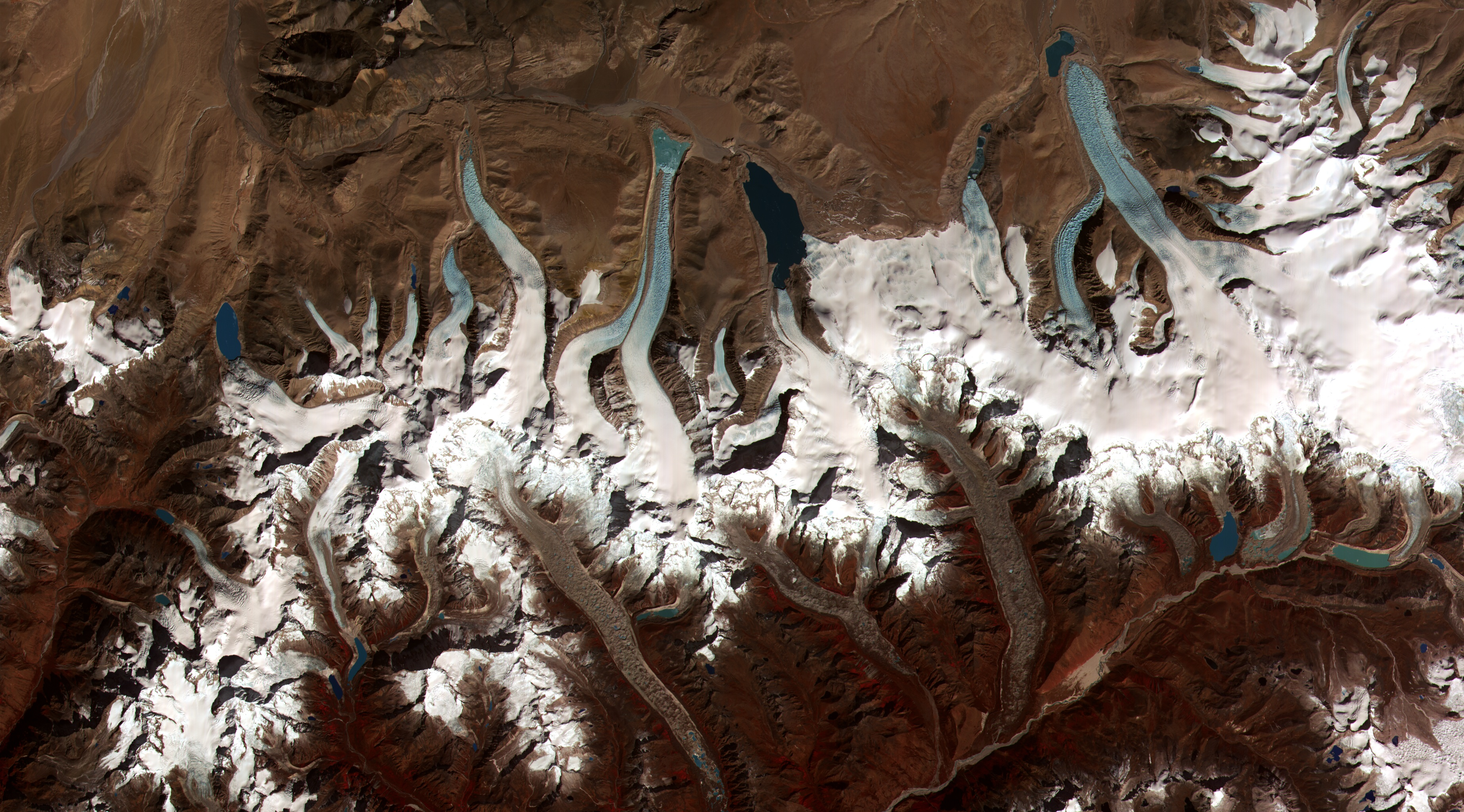
این تصویر نمایی ماهواره‌ای که دریاچه‌های یخچالی هیمالیای بوتان را نشان می‌دهد.

بوتان ۴۷۰۰۰ کیلومتر مربع مساحت دارد که از نظر وسعت صد و سی و پنجمین کشور جهان محسوب می‌شود.
بوتان، کشوری محصور در خشکی در جنوب آسیا، در دل رشته‌کوه‌های هیمالیا جای گرفته است. این کشور کوچک، که در میان دو قدرت بزرگ آسیایی یعنی هند و چین واقع شده، از نظر جغرافیایی سرزمینی کوهستانی و مرتفع است که چشم‌اندازهایی باشکوه و طبیعتی بکر را در خود جای داده است. مساحت بوتان حدود ۳۸٬۳۹۴ کیلومتر مربع است و از شمال با منطقه خودمختار تبت در چین و از جنوب، شرق و غرب با ایالت‌های مختلف هند مرز مشترک دارد.
بوتان در ارتفاعات هیمالیا و در بین کشورهای چین و هند، و در شرق نپال قرار دارد. میزان بارندگی در این کشور بیش از ۳۰۰ سانتی‌متر در سال می‌باشد، و درجه حرارت آن به ۲۷ درجه سانتی گراد در جنگلهای جنوبی می‌رسد. کوه‌های هیمالیا بیشتر کشور را در بر می‌گیرد. دره‌های مرکز بوتان فراخ و حاصلخیز است. جلگه باریک دورارز که جنگلی نیمه استوایی است، در امتداد مرز هند جای دارد.
شهرهای مهم این کشور فونت‌شولینگ، پارودز، یاتونگ هستند
قله جومولهاری با ارتفاع ۷۳۲۶ متر در مرز مشترک با تبت قرار داد. 

## نواحی جغرافیایی
جغرافیای بوتان را می‌توان به سه ناحیه اصلی تقسیم کرد: نواحی بلند شمالی، نواحی میانی و دشت‌های جنوبی. ناحیه شمالی بوتان بخشی از هیمالیای بزرگ است و دارای بلندترین قله‌های کشور است، که برخی از آن‌ها بیش از ۷٬۰۰۰ متر ارتفاع دارند. بلندترین نقطه کشور قله گانگکار پونسوم است که با ارتفاع تقریبی ۷٬۵۷۰ متر، به عنوان یکی از بلندترین قله‌های صعودنشدهٔ جهان شناخته می‌شود. این نواحی به دلیل سرمای شدید و شرایط اقلیمی سخت، تقریباً خالی از سکنه هستند و بیشتر شامل یخچال‌ها، قله‌های برفی، و مراتع مرتفع می‌شوند که در تابستان توسط کوچ‌نشینان مورد استفاده قرار می‌گیرند.
در جنوب این منطقه، نواحی میانی قرار دارند که شامل دره‌های حاصل‌خیز، کوه‌های جنگلی و رودخانه‌هایی پرآب‌اند. این ناحیه از نظر جمعیتی مهم‌ترین بخش کشور محسوب می‌شود، زیرا بیشتر شهرها و سکونت‌گاه‌های بوتان، از جمله پایتخت کشور، تیمفو، در این قسمت جای گرفته‌اند. دره‌های عمیق و رودهای پرآبی همچون رود وانگ چو، مو چو و پو چو، که از کوه‌های شمالی سرچشمه می‌گیرند، در این ناحیه جریان دارند. آب‌وهوای این بخش معتدل‌تر است و به دلیل بارش کافی و خاک حاصل‌خیز، کشاورزی در آن رواج دارد. جنگل‌های انبوه از گونه‌های گوناگون درختان، گیاهان دارویی و جانوران متنوع، این ناحیه را از نظر زیستی بسیار غنی کرده است.
در جنوبی‌ترین بخش کشور، ناحیه‌ای کم‌ارتفاع‌تر موسوم به تِرای قرار دارد که در مرز با هند امتداد یافته است. این ناحیه بیشتر شامل تپه‌های پوشیده از جنگل‌های گرم‌سیری و نیمه‌گرم‌سیری و دشت‌هایی با زمین‌های نسبتاً صاف و مرطوب است. آب‌وهوای این منطقه گرم‌تر و مرطوب‌تر از دیگر نواحی کشور است و بارش‌های موسمی نقش عمده‌ای در شکل‌گیری چشم‌اندازهای طبیعی آن دارند. با این‌که این منطقه از نظر جغرافیایی برای کشاورزی و توسعه اقتصادی مناسب است، اما تراکم جمعیتی نسبتاً کمی دارد و پوشش جنگلی همچنان در آن غالب است.
رودخانه‌های اصلی بوتان از شمال به جنوب جریان دارند و از کوه‌های یخ‌پوش شمالی سرچشمه می‌گیرند. این رودها، که بخشی از سیستم آبی رودخانه براهماپوترا در هند به‌شمار می‌آیند، در میان دره‌ها و کوه‌ها جریان یافته و منظره‌هایی تماشایی پدید می‌آورند. علاوه بر نقش اقتصادی در تأمین آب آشامیدنی و آبیاری، این رودها منبع مهمی برای تولید نیروی برق‌آبی هستند، که یکی از منابع اصلی درآمد کشور از طریق صادرات به هند محسوب می‌شود.
تنوع ارتفاع در بوتان، از چند صد متر در جنوب تا بیش از هفت هزار متر در شمال، باعث شکل‌گیری اقلیم‌هایی گوناگون از گرم‌سیری تا سرد کوهستانی شده است. این تنوع اقلیمی به‌نوبهٔ خود موجب پدید آمدن زیست‌بوم‌هایی متنوع با گونه‌های نادر گیاهی و جانوری شده که برخی از آن‌ها خاص بوتان‌اند. دولت بوتان برای حفاظت از این گوناگونی طبیعی، حدود ۵۰ درصد از خاک کشور را به مناطق حفاظت‌شده، پارک‌های ملی و ذخیره‌گاه‌های زیستی اختصاص داده است.
زمین‌لرزه و رانش زمین از مخاطرات طبیعی اصلی در بوتان هستند، به‌ویژه در نواحی میانی و جنوبی که ساختار زمین‌شناسی آن‌ها مستعد فعالیت‌های تکتونیکی است. افزون بر آن، ذوب یخچال‌های طبیعی در شمال بوتان و تشکیل دریاچه‌های یخچالی گاهی باعث ایجاد سیل‌های ناگهانی می‌شود که با عنوان «سیلاب‌های حاصل از انفجار دریاچه‌های یخچالی» (GLOFs) شناخته می‌شوند و تهدیدی جدی برای ساکنان پایین‌دست محسوب می‌شوند.
استان‌ها
1. بومتهنگ
2. چوخا (چهوخا)
3. داگانا
4. گاسا
5. ها
6. لهونتس
7. مانجار
8. پارو
9. پماگاتشل (پماگاتسل)
10. پوناخا
11. سمدراپ جانگخار
12. سامتس (سامچی)
13. سرپنگ (سربهنگ)
14. تیمفو
15. ترشیگنگ (تشیگنگ)
16. تراشیانگتس
17. ترانگسا (تانگسا)
18. تسیرنگ (چیرنگ)
19. ونگداو فدارنگ (ونگدی فدرانگ)
20. ژمجانگ (شمشانگ)